# دبیرستان ثروت
دبیرستان ثروت از دبیرستانهای تهران بود که در حوالی سال ۱۳۰۰ خورشیدی تأسیس شد و بعدها به  دبیرستان ایرانشهر تغییر نام یافت. این دبیرستان در چهارراه مخبرالدوله سابق و در خیابان سعدی قرار داشت.
محسن حداد که بعدها به ریاست دبیرستان دارالفنون منصوب شد، مدتی ناظم این دبیرستان بود. احمد کسروی ، دکتر مهدی برکشلی و دکتر تقی ارانی از آموزگاران این دبیرستان بوده‌اند.

## دانش آموختگان سرشناس
- احمد صدرحاج سیدجوادی
- محمدتقی مصطفوی
- دکتر حسین پیرنیا
- فضل الله رضا[۴]
- اپریم اسحاق[۵]
- علی اقبالی
- صفی اصفیا